# 短叶石楠
短叶石楠（学名：Photinia blinii）为蔷薇科石楠属下的一个种。

## 扩展阅读
- 維基物種上的相關：短叶石楠